# Попінов Микола Олександрович
Микола Олександрович По́пінов (11 травня 1945, Дзержинськ — 14 вересня 2005, Київ) — український художник; член Спілки радянських художників України з 1979 року. Заслужений художник УРСР з 1979 року. Чоловік художниці Оксани Слєти, батько художниць Оксани та Галини Попінових.

## Біографія
Народився 11 травня 1945 року у місті Дзержинську (тепер Нижньогородська область, Росія). Початкову художню освіту здобув у художній школі рідного міста, продовжив навчання у художньому училищі міста Павлового, де навчався на відділенні художньої обробки металу. 1974 року закінчив Київський художній інститут, де навчався у Тимофяй Лящука, Віталія Шості. Член КПРС з 1980 року.
Мешкав у Києві в будинку на вулиці Академіка Філатова № 10а, квартира № 2 та у будинку на вулиці Антоновича, № 88, квартира № 55. Помер у Києві 14 вересня 2005 року.

## Творчість
Працював у галузі плаката, станкового живопису і монументального мистецтва. Серед робіт:
плакати
- «Від Декрету про мир — до Програми миру» (1972);
- «Імперіалізм несе людству війни і смерть» (1974);
- «Володимир Ленін» (1974);
- «Соціалізм — це мир» («Мир — наш ідеал»; 1974—1977);
- «Вітчизні віддаєм пориви всі і сили, і всю свою любов — сердець своїх тепло» (1977);
- «Ленін — засновник Комуністичної партії Радянського Союзу» (1977);
- «Ленін — ім'я, епоха» (1977);
- «Права людини по-чілійськи» (1977);
- «Вчимося комунізму, будуємо комунізм» (1978);
- «Недаремно колосся прикрашає герб: хто сіє хліб, той здобуває славу» (1980);
- «1500. Місто-герой, місто-трудівник. Київ» (1982).

живописні серії
- пейзажі «По Сумщині» (1993—1995);
- натюрморти (1993—1995).

1985 року створив емблему Республіканського будинку художників. У 1989 році оформив ресторан у Ромнах. Оформив Театр кіноактора у Києві, зокрема його екстер'єр, створив емблему театру, тощо. 